# Лиђанг
Лиђанг (кин: 麗江) град је у кинеској провинцији Јунан, недалеко од Тибета и у непосредној близини доњих токова великих азијских река као што су Јангцекјанг и Меконг. У изузетном природном окружењу овај град се налази на стратешком положају и има традиционалну улогу у трговини, а савремено и у туризму. Очуваност аутонетичности архитектуре овог града је допринела да стари град Лиђанг буде уписан 1997. године на листу Светске баштине.

## Географија
Лиђанг је главни град истоименог округа у покрајини Јунан. У самом граду живи 155 540 становника по подацима из 2010. године, док у читавом округу има преко 1,2 милиона становника. У округу живи преко 20 етничких група, међу којима је најбројнија Наси (Naxi) етничка група која је одиграла најзначајнију улогу у развоју самог града Лиђанга.
Град се налази на надморској висини од 2400 m и у непосредној близини су високи планински венци међу којима се налази Јулонг (Змај од жада) са тринаест снежних врхова. Реке Џинша и Лансанг су главне отоке за око 90 водотокова који теку кроз округ, а присутан је и велики број језера од којих су многа ледничког порекла. Многи водотоци се налазе у кањонима.
ј

## Историја
Подручје Лиђанга је у континуитету насељено од палеолита до данас, а од Периода зараћених држава (475-221. п.н.ере) је под државом Шу у оквиру Кине под династијом Ћин. У време западне и источне династије Хан Лиђанг је био у округу Суиђију. У 13. веку, у последњем периоду династије Сунг, преци владајуће династије Му преселили су се из њихове престонице Баиша у подножју планине Ђизи у нови град Дајчанг где су почели изградњу кућа окружених зидинама и бедемом. Лиђанг је постао седиште округа када је на власт дошла династија Минг 1382. године. Поглавар тадашњег округа је доделио почасно презиме Му и установио наследност функције што су потврдили и владари династије Ћинг 1660. године. Наследни поглавари округа Му су били одговорни за развој и улепшавање подручја у читавом том периоду. Од 1723. године царски двор је променио политику и наследне поглаваре округа су заменили поглавари које је именовала централна власт. Први постављени поглавар који дакле није био пореклом из самог округа је изградио заграде за управне и образовне установе у подножју планине Јулонг. Округ Лиђанг је настао као део округа 1770. године, а опстао је до 1912. године када је укинут од стране нове републиканске власти. Ово подручје је често било погођено земљотресима који су наносили штету граду: 1481, 1515, 1624, 1751, 1895, 1933, 1951, 1961, 1977 и 1996. године.

## Галерија
- Улице Лиђанга
- Поглед на кровове Лиђанга
- Лиђанг ноћу
- Спомен-зид поводом уписа Лиђанга на листу Светске баштине